# Цистов гроб Ζ (Лете)
Цистов гроб Ζ (на гръцки: Τάφος Ζ) е древномакедонско погребално съоръжение, разположено в некропола на античния град Лете, в местността Дервент (Дервени) днес в Северна Гърция.

## Описание
Гробът е открит в 1962 година. Представлява шахтов гроб, покрит с дървени греди, измазан отвътре, съдържащ мъжко и женско погребение.

## Находки
Погребалните дарове се състоят предимно от бронзови съдове и златни бижута - бронзов кратер и ситула, сребърен кантарос с маска на Силен на дъното, златни фибули, огърлица, златна висулка с формата на глава на Херакъл, два златни пръстена със сард. Надписът „Κλείται δώρον“ на единия пръстен, може би съдържа името на мъртвата жена.
- Находки от гроба
- Златна огърлица
- Златен венец
- Ситула
- Ваза